# Bejuco (Panamá)
Bejuco es un corregimiento del distrito de Chame en la provincia de Panamá Oeste, República de Panamá. La localidad tiene 5.548 habitantes (2010).